# Mesochorus microbathros
Mesochorus microbathros là một loài tò vò trong họ Ichneumonidae.